# Renat Abdulin
Renat Abdulin (cyrilicí Ренат Фоотович Абдулин; * 14. dubna 1982) je kazašský fotbalový obránce a reprezentant, momentálně hráč klubu FK Atyrau.

## Reprezentační kariéra
V A-mužstvu reprezentace Kazachstánu debutoval 17. 4. 2002 ve Ventspils v přátelském zápase proti domácímu Lotyšsku (prohra 1:2). První gól v národním týmu vstřelil 1. dubna 2009 v kvalifikaci na MS 2010 proti Bělorusku (porážka 1:5).
Druhou branku za kazašský národní tým vsítil hlavou 10. října 2014 v kvalifikaci na EURO 2016 proti Nizozemsku, šlo o úvodní trefu střetnutí. Kazachové vedení neudrželi, inkasovali tří góly a prohráli v Amsterdamu 1:3.